# Ban-de-Sapt
Ban-de-Sapt és un municipi francès, situat al departament dels Vosges i a la regió del Gran Est. L'any 2007 tenia 335 habitants.

## Demografia

### Població
El 2007 la població de fet de Ban-de-Sapt era de 335 persones. Hi havia 132 famílies, de les quals 39 eren unipersonals (8 homes vivint sols i 31 dones vivint soles), 27 parelles sense fills, 58 parelles amb fills i 8 famílies monoparentals amb fills.
La població ha evolucionat segons el següent gràfic:
Habitants censats

### Habitatges
El 2007 hi havia 217 habitatges, 132 eren l'habitatge principal de la família, 74 eren segones residències i 11 estaven desocupats. 184 eren cases i 32 eren apartaments. Dels 132 habitatges principals, 97 estaven ocupats pels seus propietaris, 27 estaven llogats i ocupats pels llogaters i 7 estaven cedits a títol gratuït; 7 tenien dues cambres, 14 en tenien tres, 20 en tenien quatre i 91 en tenien cinc o més. 120 habitatges disposaven pel capbaix d'una plaça de pàrquing. A 42 habitatges hi havia un automòbil i a 75 n'hi havia dos o més.

### Piràmide de població
La piràmide de població per edats i sexe el 2009 era:
| Homes | Edats   | Dones |
| ----- | ------- | ----- |
| 0     | 95 o +  | 0     |
| 0     | 90 a 94 | 0     |
| 4     | 85 a 89 | 4     |
| 4     | 80 a 84 | 0     |
| 12    | 75 a 79 | 8     |
| 16    | 70 a 74 | 16    |
| 4     | 65 a 69 | 16    |
| 8     | 60 a 64 | 0     |
| 0     | 55 a 59 | 4     |
| 16    | 50 a 54 | 8     |
| 12    | 45 a 49 | 12    |
| 32    | 40 a 44 | 20    |
| 12    | 35 a 39 | 12    |
| 4     | 30 a 34 | 4     |
| 8     | 25 a 29 | 12    |
| 16    | 20 a 24 | 4     |
| 16    | 15 a 19 | 20    |
| 20    | 10 a 14 | 28    |
| 16    | 5 a 9   | 16    |
| 4     | 0 a 4   | 16    |

## Economia
El 2007 la població en edat de treballar era de 214 persones, 164 eren actives i 50 eren inactives. De les 164 persones actives 154 estaven ocupades (88 homes i 66 dones) i 11 estaven aturades (9 homes i 2 dones). De les 50 persones inactives 18 estaven jubilades, 15 estaven estudiant i 17 estaven classificades com a «altres inactius».

### Ingressos
El 2009 a Ban-de-Sapt hi havia 148 unitats fiscals que integraven 356 persones, la mediana anual d'ingressos fiscals per persona era de 16.060 €.

### Activitats econòmiques
Dels 13 establiments que hi havia el 2007, 1 era d'una empresa de fabricació d'altres productes industrials, 3 d'empreses de construcció, 2 d'empreses de comerç i reparació d'automòbils, 2 d'empreses d'hostatgeria i restauració, 1 d'una empresa financera, 2 d'empreses de serveis, 1 d'una entitat de l'administració pública i 1 d'una empresa classificada com a «altres activitats de serveis».
Dels 3 establiments de servei als particulars que hi havia el 2009, 1 era un guixaire pintor, 1 fusteria i 1 restaurant.
L'any 2000 a Ban-de-Sapt hi havia 17 explotacions agrícoles que ocupaven un total de 301 hectàrees.

## Equipaments sanitaris i escolars
El 2009 hi havia una escola elemental.

## Poblacions més properes
El següent diagrama mostra les poblacions més properes.